# Maníaco de Guarulhos
O Maníaco de Guarulhos foi como ficou conhecido Leandro Basílio Rodrigues, um assassino em série brasileiro que atuou em São Paulo entre os anos de 2007 e 2008 e que matou ao menos seis mulheres por asfixia, muitas vezes estuprando seus cadáveres. Foi condenado a mais de 157 anos de prisão e cumpre a pena em regime fechado. 

## Crimes
Entre 2007 e 2008 diversos crimes chamaram a atenção por obedecerem a um "certo padrão". "Os primeiros corpos aparecerem muito perto daqui [da casa de Basílio]", disse o jornalista Domingos Meireles num especial do Câmera Record. 

### Modus operandi
De carro, Leandro Basílio abordava jovens sozinhas nas ruas à noite e as levava para lugares ermos, onde as estuprava e matava com uma manobra parecida com um mata-leão, algumas vezes depois estuprando também seus cadáveres. "Ele abordava individualmente as vítimas, oferecia-lhes drogas e as levava para locais isolados onde eram agredidas, estupradas e mortas por asfixia. Em muitos casos, Leandro despia os cadáveres e praticava atos de necrofilia", explicou o Ministério Público de São Paulo. 
"A primeira alvejei com dois tiros, ocultei o cadáver e 'taquei' fogo, se me recordo, e esta outra estrangulei", disse numa entrevista, revelando ainda que sentiu uma "forte emoção" ao matar Viviane da Silva Correa, sua segunda vítima. 

### Vítimas
O número total de vítimas é desconhecido, mas pode chegar a oito. Ele negou a maioria das mortes, assumindo apenas os de Keiliane e Viviane, que ele alegou ter matado porque elas o haviam traído. No entanto, DNA encontrado no corpo de outras vítimas o liga aos assassinatos.   
- Keiliane Leite da Silva: sua então namorada foi sua primeira vítima, morta a tiros em sua casa em 08 de junho de 2006 em Belo Horizonte, após o que ele foi preso num centro de correção de jovens, já que na época ele tinha só 17 anos. Ele fugiu depois de ficar 10 meses preso; [6]

- Viviane da Silva Correa: já morando em Guarulhos, São Paulo, em 30 de setembro de 2007 ele matou sua então namorada Viviane da Silva, que ele alegou também o ter traído;
- Gisele Cabral de Souza: estuprada e depois morta em crime cometido em agosto de 2008; [3]

- Aline Sena da Rocha: morta em 6 de agosto de 2008;
- Juliana Teixeira do Nascimento: morta entre 29 e 30 de maio de 2008.

Eram todas franzinas, baixas e magrinhas, o que, segundo o promotor, "facilitava sua ação, porque ele é um rapaz bastante forte". 

### Motivação
Segundo o Repórter Record em 2016, ele "caçava jovens de classe média, em um perfil muito parecido com o da mãe". Ao jornalista Domingos Meireles do Câmera Record, em 2020 ele disse que sua primeira vítima, a namorada foi morta por tê-lo traído, porém quando o jornalista perguntou durante a entrevista se o fato da mãe trair seu pai, o que causava "muitas brigas", havia sido um dos motivos para ele se tornar estuprador e assassino, ele disse que não. Inicialmente, na entrevista, Rodrigues disse que a "família era unida", para depois se contradizer ao falar que "havia muitas brigas" entre os pais. 

### Perfil do criminoso
Especialistas criminais que falaram para o programa de Meireles disseram que Rodrigues é uma pessoa fria, mentirosa e dissimulada, com ares de superioridade, que ele tentava impor ao usar um óculos de grau sem qualquer necessidade. Especialistas do Tribunal de Justiça que traçaram seu perfil apontaram que "ele tende a mentir por motivos óbvios e, para enganar o outro, mesmo que seja confrontado, não expressa constrangimento". Confrontado por Meireles sobre o DNA no corpo das vítimas, ele simplesmente disse que "não sabia", por exemplo. 

## Prisão, julgamento e pena
Foi preso em 2008 e julgado diversas vezes pelos crimes contra seis mulheres, sendo condenado a mais de 157 anos de prisão em regime fechado. 